# Heede (Diepholz)
Heede ist ein Ortsteil der Kreisstadt Diepholz im niedersächsischen Landkreis Diepholz. Er liegt 2 km nördlich vom Kernort Diepholz an der Grawiede, einem Zufluss der Hunte.
Die Kinder aus Heede besuchen ortsnah die Grundschule Sankt Hülfe-Heede.

## Politik
Bürgermeister
- 1968–1974: Wilhelm Ripking

Ortsvorsteher
- 1981–1991: Wilhelm Ripking
- bis 2016: Werner Scharrelmann
- seit 2016: Ralf Müller

## Geschichte
Heede wurde mit der Gemeindereform, die am 1. März 1974 in Kraft trat, in Diepholz eingemeindet.

### Einwohnerentwicklung
- 1996: 1047
- 2009: 1578
- 2012: 1603
- 2015: 1631
- 2016: 1648
- 2018: 1768[3]

## Kirche
- Die 1965 erbaute Kreuzkirche Sankt Hülfe-Heede liegt auf der Grenze zwischen den beiden Ortsteilen.[4]

## Vereine
In Heede sind folgende Vereine aktiv: der Angelsportverein Heede-Sankt Hülfe, der Männergesangverein Heede, der Reitverein Sankt Hülfe-Heede, der Tennisclub Sankt Hülfe-Heede, der TuS Sankt Hülfe-Heede, die Freiwillige Feuerwehr mit ihrer Jugendfeuerwehr Heede.

## Persönlichkeiten
- Bernhard Ripking (1682–1719), Markscheider, Maschinenmeister, Mechaniker, Montanist, Ingenieur, Experimentalphysiker und Geodät